# المصينعة (عمد)

تعديل مصدري - تعديل

المصينعة هي إحدى قرى  بمديرية عمد التابعة لمحافظة حضرموت، بلغ تعداد سكانها 147 نسمة حسب تعداد اليمن لعام 2004.